# 藤本美貴 ハート・デイズ・レディオ
藤本美貴 ハート・デイズ・レディオ（ふじもとみき はーどでいずれでぃお）は、ニッポン放送の制作で放送しているラジオ番組。

## 概要
2002年10月10日 - 2003年3月27日の間放送された20分の録音番組。
パーソナリティーは、歌手の藤本美貴（放送期間を通してモーニング娘。加入前である）。
2002年12月に「ごまっとうサンタがやってくる」と題してナレーター後藤真希、トークゲスト松浦亜弥で枠を1時間に拡大した番組を放送。

## 放送時間
- ニッポン放送 木曜日21:30～21:50
- ラジオ福島 日曜日23:00～23:20（3日遅れ）